# Veronique Boone
Veronique Boone is een Belgische ingenieur-architect die doceert aan de Faculteit Architectuur La Cambre Horta van de Université libre de Bruxelles (ULB). Voor haar doctoraat, omtrent Le Corbusier en de cinematografische kunsten, ontving ze in 2017 de ‘Prix de la recherche patiente’ van de Fondation Le Corbusier.

## Biografie
Boone behaalde haar titel ingenieur-architect aan de Universiteit Gent. Nadien trok ze naar het buitenland waar ze in Sorbonne (Frankrijk) de master in de architectuurgeschiedenis voltooide.

## Carrière
Na haar studies ging Boone aan de slag als doctoraatsstudent aan de ENSAPL (École nationale supérieure d'architecture et de paysage de Lille) – Université de Lille en de ULB. Voor haar doctoraat over Le Corbusier en de communicatie over architectuur via film en televisie ontving ze in 2017 de ‘Prix de la recherche patiente’ van de Fondation Le Corbusier. Om het naslagwerk te schrijven sloot Boone zich aan bij het LACTH, het onderzoekslaboratorium van de ENSAPL dat in 2005 werd opgericht na het samenvoegen van hun onderzoeksgroepen AVH (Architecture, Ville, Histoire) en CEC (Conception et Enseignement de la Conception). Met haar doctoraatsonderzoek kon ze verscheidene filmografische documenten blootleggen die vooralsnog onbekend waren.
In haar recente onderzoekswerk richtte Boone zich voornamelijk op de representatie en receptie van moderne en hedendaagse architectuur door gebruik te maken van film en fotografie, architectuurstromingen en ‘oral history’ – methode. Ze publiceert regelmatig review-artikels over nationale en internationale architectuur.
Daarnaast doceert Boone aan de faculteit Architectuur La Cambre Horta van de ULB. Ze geeft er les in het domein van de geschiedenis, theorie en kritiek van de 20ste-eeuwse architectuur. En neemt ze ook de functie van secretaris van de Belgische afdeling van de non-profit organisatie DOCOMOMO op zich. Deze internationale organisatie richt zich op het documenteren en conserveren van gebouwen, sites en wijken van de Modern Movement.

## Werk als auteur
In 2005 bracht Boone samen met professor Kunstgeschiedenis Barry Bergdoll en Brusselse architect en schrijver Pierre Puttemans ‘Lucien Hervé, l'œil de l’architecte’ uit. Het boek omvat het werk van Lucien Hervé, een van de grootste architectuurfotografen van de 20e eeuw. In haar tekst schrijft Boone over de rol die de fotograaf heeft in de architectuur. In het begin van de 20e eeuw werden fotografen gezien als bekwame vakmannen die slechts een representatie weergaven van de werkelijkheid van de architectuur. Het beroep werd bijgevolg niet beschouwd als een artistiek talent. Boone toont aan hoe Hervé en een generatie fotografen dit stigma weerlegden.
Boone is auteur voor allerlei kunst- en architectuurmagazines, waaronder het Belgische tijdschrift A+.
In de editie van augustus/september 2017 schreef Boone ‘Re-ouvrir une fac d’archi’, een artikel over Lhoas & Lhoas. Hierin lichtte ze toe hoe het architectenbureau een succesvolle renovatie uitvoerde aan de Faculteit Architectuur La Cambre Horta van de Vrije Universiteit Brussel, de faculteit waar ze lesgeeft. Ze eindigde het artikel met haar afkeer voor de gemeente Elsene die op termijn wil verhuizen naar het gebouw omwille van zijn sterke architectuur. Dit voorstel gaat in tegen de wensen van docent Boone die van mening is dat de stad niet beroofd mag worden van haar studenten.

## Le Corbusier
Het filmische oeuvre werd lange tijd weinig erkend als een communicatiemiddel van de architectuur en het urbanisme. Nochtans heeft Le Corbusier gedurende zijn hele carrière een belangrijk engagement getoond om cinema en televisie op de kaart te zetten als hulpmiddel om zijn architectuur onder de aandacht te brengen.
In haar doctoraatsonderzoek “Le corbusier et le cinéma: la communication d’une oeuvre” legt Veronique Boone zich toe op de film- en televisieproducties rond Le Corbusier tijdens zijn leven. Het belang van deze unieke relatie, waarbij film en televisie zowel als hulpmiddel en als inspiratiebron fungeren, zette de jury van de Fondation Le Corbusier ertoe aan om haar in 2017 de “Prix de la recherche patiente” toe te kennen.
Het eerste deel van de studie biedt een overzicht van de grote hoeveelheid aan archieven die te maken hebben met filmproducties, om zo dit aspect van Le Corbusier te kunnen kaderen in zijn artistieke productie. Deze studie gaat over drie domeinen heen: architectuur, cinema en televisie, elk met zijn eigen specifieke kenmerken. Elk documentatieproject of elke productie wordt beschreven vanaf de beginfase tot de eindfase en de promotie, inclusief technische gegevens en hedendaagse verwijzingen naar films.
Een tweede, reflectief werk kruist de modaliteiten van communicatie en de representatie van architectuur en stedenbouw door Le Corbusier via film en televisie. Uit dit deel van het onderzoek resulteren drie hypothesen:
- Transmissie: Analyse van de bemiddelingsmechanismes van Le Corbusier via documentaires en interviews, die intuïties bevestigt over de effectiviteit van bepaalde documentaires als communicatie- en zelfs promotiemiddelen.
- Transpositie: Analyse van het creatieve proces van Le Corbusier, zowel wat de representatie van architectuur betreft als de constructie van discours in filmdocumentaires.
- Transcriptie: Analyse vanuit de waarneming dat de geschriften van Le Corbusier over cinema, en de daarin verwerkte opvattingen, niet altijd overeenkomen met de cinematografische realiteit.[11]

- International Standard Name Identifier: 0000 0000 4261 3199
- Nationale Bibliotheek van Tsjechië: ntk20241226193
- ORCID: 0000-0003-0693-224X